# Jehan Boinebroke
Jehan Boinebroke, né avant 1243 et mort en 1286 à Douai, est un marchand drapier et un bourgeois échevin de Douai.

## Découverte d’une source exceptionnelle
C’est pendant ses recherches doctorales que Georges Espinas, chartiste, découvrit dans le fonds d’archives de Douai une extraordinaire « réparation testamentaire » prévue après son décès par le drapier Jehan Boinebroke afin que tous ceux qu’il avait lésés de son vivant puissent témoigner et, le cas échéant, obtenir réparation auprès de ses héritiers.
Dès 1904, Espinas publia une première analyse de ce chirographe de près de cinq mètres de long, « Jehan Boine Broke, bourgeois et drapier douaisien ( ? – 1310 environ) » dans la revue Vierteljahrschrift für Sozial und Wirtschaftsgeschichte. 
Il présenta ensuite en 1933 une étude beaucoup plus poussée, « Sire Jehan Boinebroke patricien et drapier douaisien (?-1286 environ) », dans laquelle le personnage, par le relief singulier de sa personnalité mais surtout son rôle dans le développement de la production drapière douaisienne au XIIIe siècle, apparait emblématique de l’histoire économique et sociale de la Flandre.

## Un patron sans scrupules
Si la date de naissance de Boinebroke n’est pas connue, il apparaît toutefois issu d’un cercle familial qui relève largement de la caste des échevins douaisiens - il le sera près de dix fois entre 1243 et 1280 - comme le seront ses descendants.
Marchand drapier, il personnifie selon Espinas le « commerçant-capitaliste » qui dynamise à cette époque par son énergie et son entregent l’industrie drapière de sa cité. Boinebroke, le plus riche personnage de la ville, possède en effet de multiples biens mobiliers et immobiliers dans et hors de Douai, emploie de nombreux ouvriers, achète en gros de la laine au-delà de la Manche, revend les produits finis dans toute l’Europe et, éventuellement, prête de l’argent aux nobles du comté, sinon au prince lui-même.
La réparation testamentaire fait ressurgir une autre réalité de son activité comme le prouve la quantité de plaignants, près d’une cinquantaine, qui témoignent contre lui après sa mort. Boinebroke, aussi grand marchand soit-il, a durant toute sa vie affaire à des petites gens, à des créanciers, à de multiples fournisseurs, à des valets de ferme, à des petits patrons, à des ouvriers, autant de partenaires qu’il traite avec morgue, mépris et violence tout au long de sa vie sans que ces derniers n’osent, sinon après sa mort, s’opposer à lui.
L’histoire de la ville a retenu le nom de Boinebroke dans d’autres circonstances. Ainsi, lors de la révolte – le takehan selon le mot flamand qui désigne à Douai la grève et la coalition d’ouvriers - des artisans en 1245 ou encore celle de 1280 où les troubles, plus graves, se sont étendus jusqu’à Ypres et Tournai avant d'être matés, avec son énergie coutumière, par le marchand douaisien.

## Portée historique du personnage
À partir de cette source exceptionnelle, la production drapière du XIIIe siècle à Douai a été beaucoup mieux connue par les historiens. Les travaux d’Espinas ont en effet permis de préciser les conditions d’achat de la laine en Angleterre comme la vente, dans toute l’Europe, des draps finis dûment contrôlés par les officiers de la cité, en passant par toutes les étapes de finition des produits (tissage, teinture, calibrage des pièces etc.).
Si cette dernière description technique n’est pas remise en cause, le profil « capitaliste » de Boinebroke, tel que l’a présenté Espinas, se révèle aujourd’hui beaucoup moins solide. De même, l’idée d’une concentration de tous les pouvoirs de la cité dans les mains d’un patriciat aux contours assez peu nets - en dépit des efforts de Pirenne - reprise par Espinas qui l’assimile à la classe des marchands, est à présent dépassée.
Enfin, la dimension même de Boinebroke, mise en valeur par son découvreur, est remise en cause par les chercheurs contemporains. Pour Espinas, selon la théorie du « putting out system », le marchand faisait travailler sa laine par la chaine des ouvriers pour récupérer en fin de processus un produit qui serait resté jusqu’au bout sa propriété. Dans cette perspective, les artisans auraient été de purs salariés et le marchand leur patron. 
Il apparaît, comme le prouvent les nouvelles analyses de la source originelle, que Boinebroke était d’abord un marchand qui revendait la laine achetée en Angleterre en trichant sur à peu près tous les leviers qu’il pouvait mobiliser (poids, qualité, valeur etc.) pour ensuite n’intervenir, avec une égale mauvaise foi, qu’à l’étape finale, celle des « pareurs » qui précède la vente dans les foires. Il n’était donc pas drapier au sens strict, les étapes de cardage, tissage, foulage et teinture lui échappant largement comme le montre l’absence de mentions dans la « réparation » des métiers qui y correspondent.